# 安藤久美子
安藤 久美子（あんどう くみこ、1977年（昭和52年）10月26日 - ）は、フリーアナウンサー。ファイナンシャルプランナー。元岡山放送アナウンサー。

## 来歴
栃木県鹿沼市出身。栃木県立鹿沼東高等学校、桜美林大学国際学部卒業。
2000年、岡山放送入社。2005年6月、同社を退職。
退職後は関東へ戻り、話し方教室KEE’Sで講師をしていた。
その後、ジョイスタッフ所属のフリーアナウンサーとなり、2007年4月より2年間日経CNBCレポーター・ニュースキャスターを務める。
ラジオでは、2006年10月から文化放送「みのもんたのウィークエンドをつかまえろ」に、アシスタントとしてレギュラー出演。
2012年6月に「ウィークエンドをつかまえろ」を降板。またこの時点までに、ジョイスタッフとの契約を終了した。遅くとも2014年以降、新たに株式会社SMAGに所属していたが既に契約を終了している。

## 人物
- 兄、双子の姉妹がいる[5]。
- かぬまふるさと大使である[1]。
- 餃子が好きで、帰省すると地元にある「正嗣」の餃子をたくさん食べるため母に驚かれるという[6]。

## 過去の出演番組

### 岡山放送時代
- ニョッキン7リポーター（後継アナは、魚住咲恵）
- めざましテレビ中継リポーター
- めざましテレビ公認 わがまま!気まま!旅気分（BSフジ）リポーター
- FNNスーパーニュース
- FNNスピークリポーター
- 新春女子アナスペシャル

等多数

### フリーアナウンサー時代
- みのもんたのウィークエンドをつかまえろ（文化放送）アシスタント（2006年10月 - 2012年6月30日）
- マーケットラップ・ウイークリーラップ（日経CNBC）東証アローズからのリポート
- 夜エクスプレス/後場Now!!（日経CNBC） キャスター
- 朝エクスプレス/前場Now!!（日経CNBC） 東証アローズ中継
- 2時ワクッ!（関西テレビ） リポーター